# Hans Gude
Hans Fredrik Gude (Kristiania, 1825. március 13. – Berlin, 1903. augusztus 17.) norvég festő. 

## Élete
1841 és 1844 között Düsseldorfban tanult, Achenbach és Schirmer vezetése alatt rendkívül ügyes tájképfestővé képezte ki magát. 1848-ban visszatért hazájába, 1850-ben ismét Düsseldorfban telepedett le, ahol 1854-ben az akadémia tanára lett. 1864-ben Karlsruhéban, 1880-ban Berlinben lett a tájképfestés tanára. 
Legkitűnőbb művei: Norvégiai fjord magas hegyekkel; Fennsík rénszarvasokkal; Zivatar egy norvégiai fennsíkon; Norvégiai fűrészmalom; Násznép a Hardangerfjordon; Norvég halászok (berlini nemzeti képtár, az alakok Tidemandtól valók); Norvégiai erdei tó holdvilágban; a Frithjofsagából vett négy nagy kép a svéd király Oskarhall nyaralójában Kristiania mellett; Éjjeli halászat Norvégiában (alakok Tidemandtól); Felföldi kép iramszarvasokkal; A Mjösen-tó; Temetés a Sogne fjordban (alakok Tidemandtól); Vizesés reggel; Nyári este északon; Nyári nap a Boden-tón; Szélcsend a tengeren; A norvégiai part közelében; A listeni fenyér Norvégia déli részén; A rügeni tengerpart stb. Festményeinek kidolgozása rendkívül gondos, de éppen azért néha szárazakká, unalmasakká válnak.

## Képgaléria

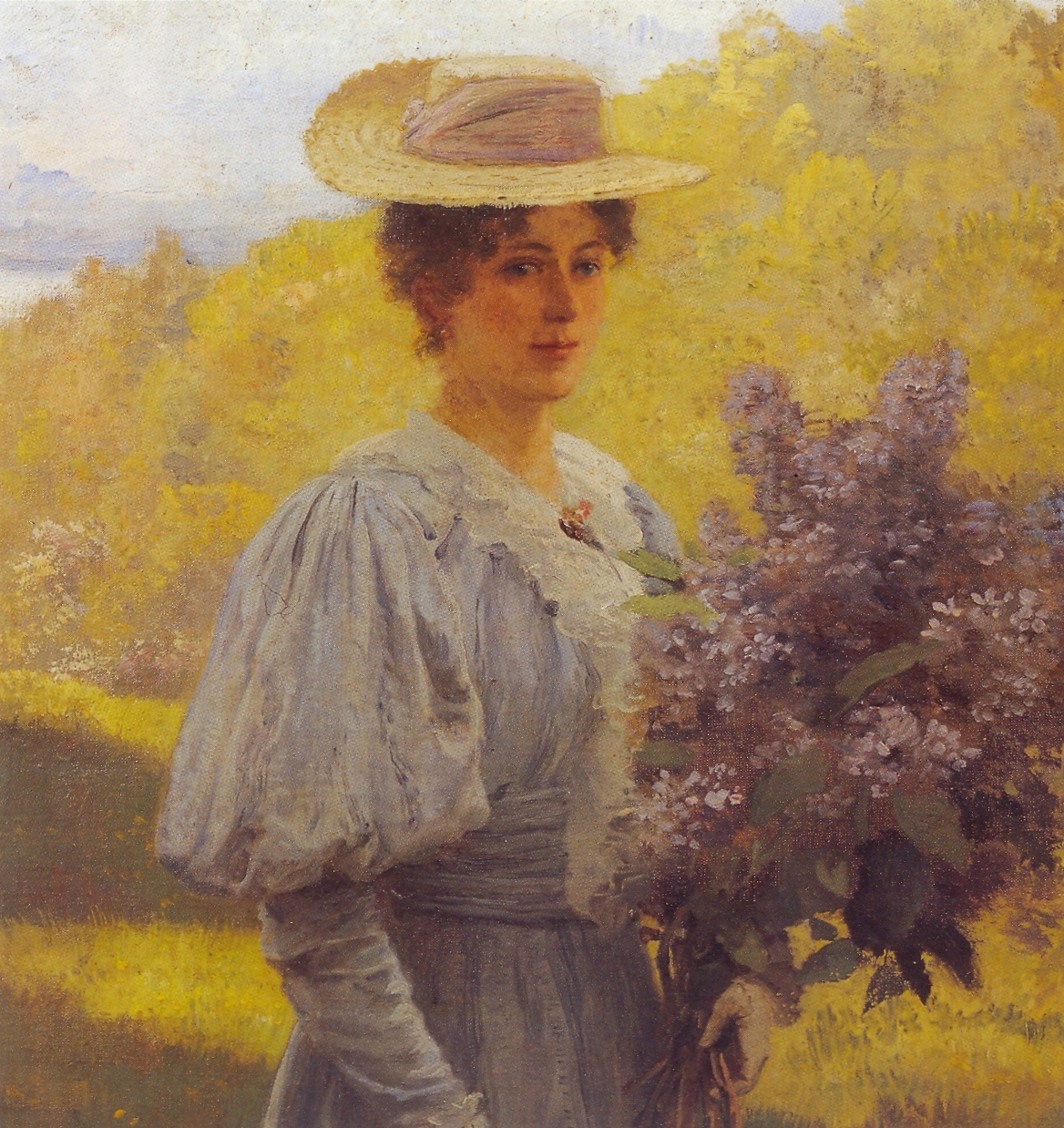
Fiatal nő orgonával
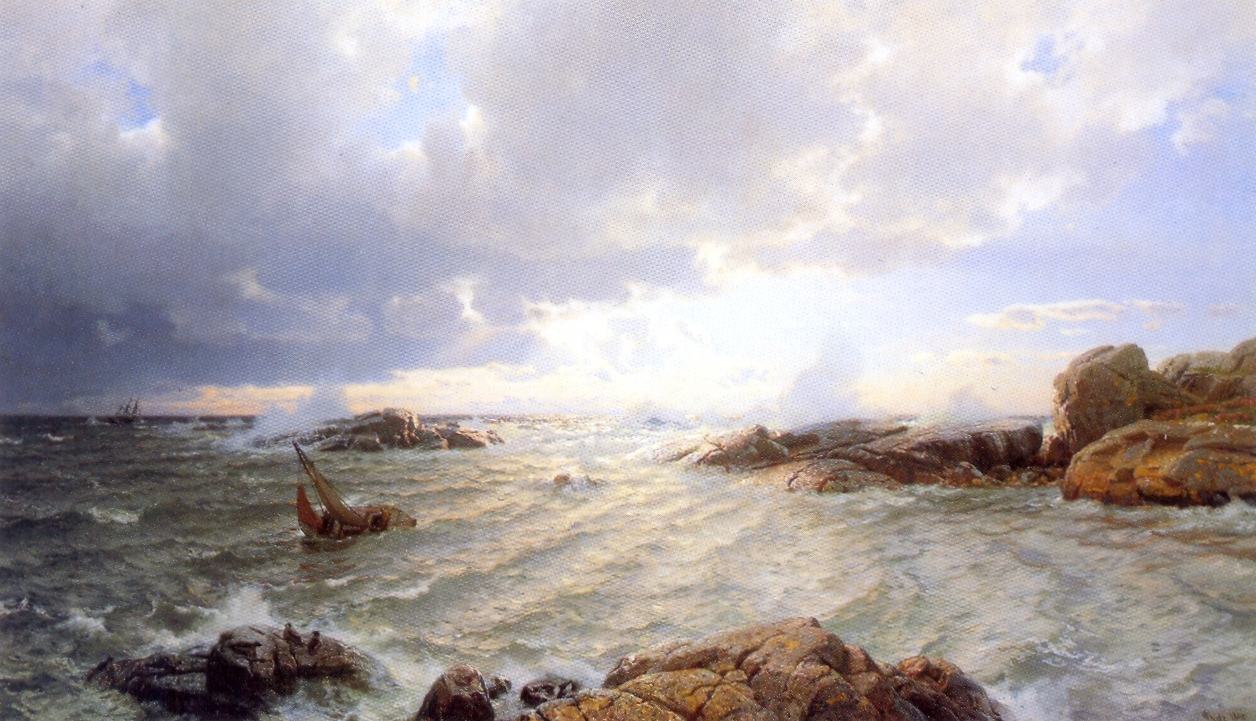
Hajótörés
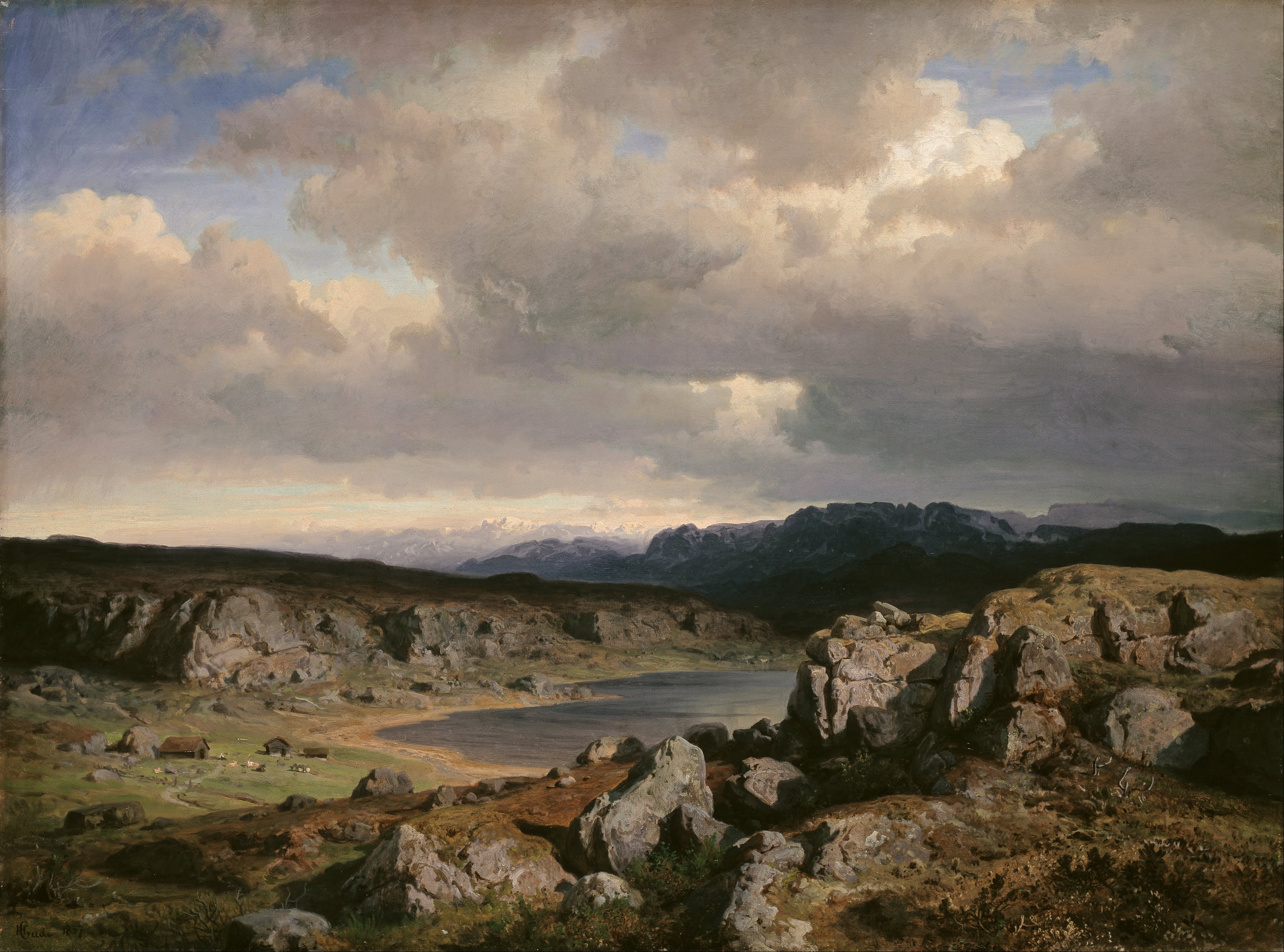
Norvég felföld
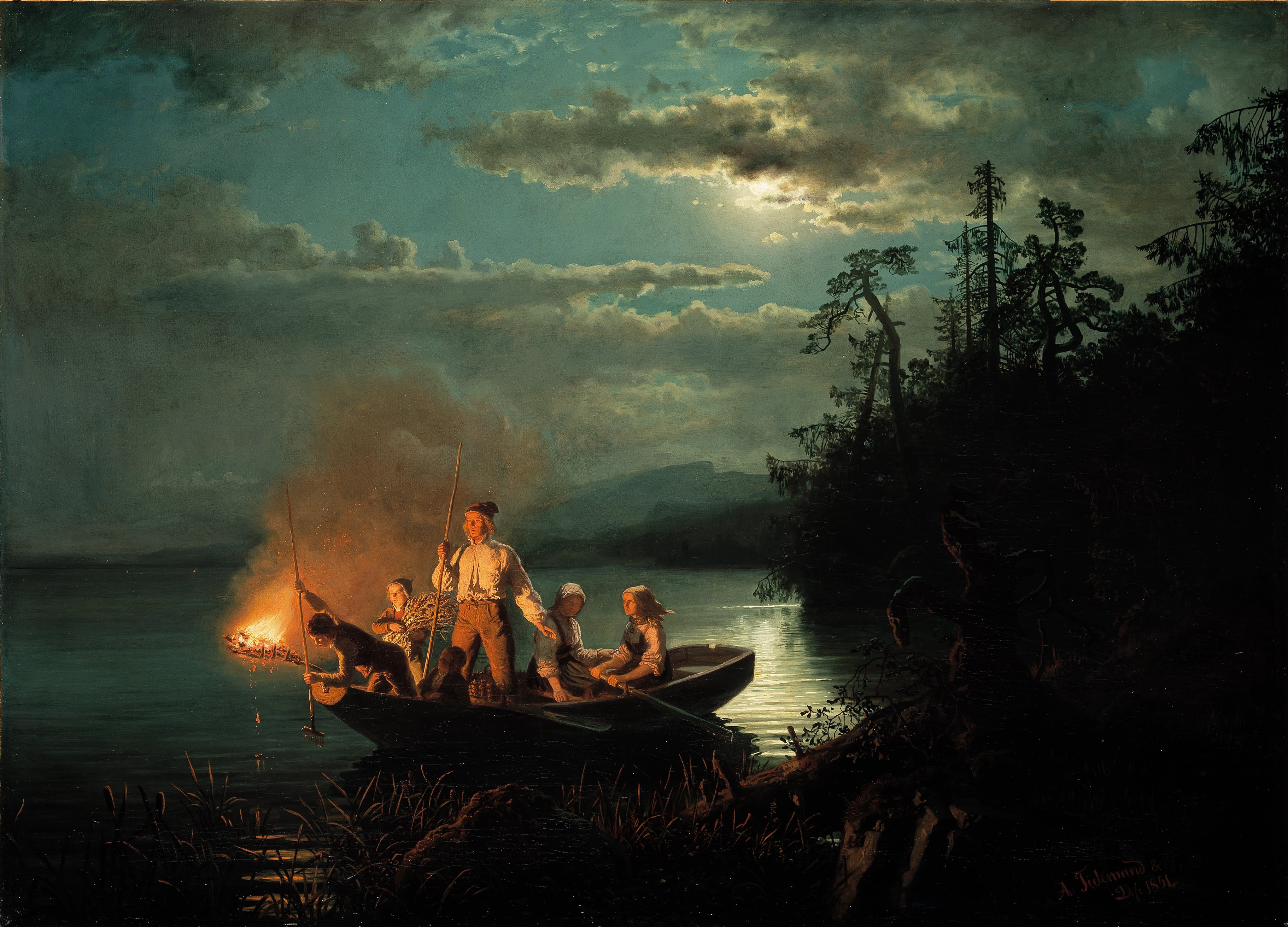
Halászat szigonnyal